# 長腿妹妹
《長腿妹妹》是藤田和子以排球為主題創作的少女漫畫，由1990年《週刊少女COMIC》15號起開始連載，單行本全9冊，文庫版全4冊。是第37回小學館漫畫獎少女漫畫部門得獎作品。

## 故事簡介
藤咲真是剛從加拿大歸國的女孩，就讀白鳳高中一年級，偶然駐足學校排球場時，因為172公分的身高引起排球隊的注意。白鳳排球校隊本身實力不強，主力選手又在比賽前受傷，隊員因此拜託藤咲真幫忙參賽，從未打過排球的藤咲真自此踏上排球選手的道路。

## 登場人物
- 藤咲真
  - 結束5年加拿大生活海歸的高中一年級生。個頭高䠷，曾經練過花式溜冰，運動神經發達。
- 渡邊隼人
  - 藤咲真的青梅竹馬，比她大3歲，目標是成為體育攝影師。